# 江戸相撲安永2年10月場所
江戸相撲安永2年10月場所（えどすもうあんえい2ねん10がつばしょ）は、安永2年（1773年）10月に開催された江戸相撲（大相撲の前身）の本場所。興行場所は本所一ツ目八幡神社。

## 幕内番付・星取表
| 東   | 東                  | 東               | 番付      | 西               | 西               | 西               |
| 備考 | 成績                | 力士名           | 番付      | 力士名           | 成績             | 備考             |
| ---- | ------------------- | ---------------- | --------- | ---------------- | ---------------- | ---------------- |
|      | 1勝1預6休           | 不動堂岡右エ門   | 大関      | 百合ヶ瀧政右エ門 | 全休             | 新大関（第42代） |
|      | 全休                | 釈迦嶽雲右エ門   | 関脇      | 駒ヶ嶽儀左エ門   | 1勝1預6休        |                  |
|      | 3勝1無勝負4休       | 雲井川弁太夫     | 小結      | 関ノ戸億右エ門   | 3勝1預4休        |                  |
|      | 3勝1敗3預1休        | 出水川貞右エ門   | 前頭筆頭  | 達ヶ関森右エ門   | 5勝2敗1預        |                  |
|      | 全休                | 雷電為五郎       | 前頭2枚目 | 友綱良助         | 4勝2敗1分1休     |                  |
|      | 全休                | 雪見山堅太夫     | 前頭3枚目 | 越ノ海勇藏       | 4勝1敗1分2無勝負 |                  |
|      | 3勝2敗2分1休        | 八ツヶ峰住右エ門 | 前頭4枚目 | 盤井川逸八       | 全休             |                  |
|      | 4勝1敗1分1預1無勝負 | 稲川政右エ門     | 前頭5枚目 | 一ツ松久太夫     | 全休             |                  |

## 備考
- この時代の江戸相撲においては優勝力士という概念は存在していないが、後に定められた優勝制度を遡って準用することができる。本場所においては、雲井川あるいは関ノ戸が優勝相当、達ヶ関と越ノ海が優勝同点相当となる[注 1]。